# Steven Universe: The Movie
Steven Universe: The Movie là một bộ phim hoạt hình âm nhạc Mỹ năm 2019 dựa trên loạt phim hoạt hình Steven Universe do Rebecca Sugar tạo ra. Bộ phim được đạo diễn, đồng sáng tác, sản xuất và điều hành sản xuất bởi Sugar và các thành viên phi hành đoàn lâu năm Kat Morris và Joe Johnston, và các ngôi sao Zach Callison, Estelle, Michaela Dietz, Deedee Magno Hall, và Sarah Stiles, cùng với một dàn diễn viên đang quay lại vai trò từ loạt phim truyền hình. Steven Universe: The Movie diễn ra hai năm sau sự kiện của đêm chung kết mùa thứ năm "Change Your Mind", và theo Crystal Gems khi họ cố gắng cứu tất cả sự sống hữu cơ trên Trái đất khỏi một viên ngọc bị loạn trí có lịch sử với mẹ của Steven là Spinel.
Bộ phim đã được công bố tại San Diego Comic-Con 2018 và một đoạn giới thiệu ngắn sau đó đã được phát hành trên kênh YouTube của Cartoon Network. Tại San Diego Comic-Con 2019, một đoạn giới thiệu cho bộ phim đã được phát hành, cùng với việc công bố một bộ phim tài liệu dựa trên sáng tạo của bộ phim sẽ được phát hành cùng với DVD. Bộ phim được công chiếu trên Cartoon Network vào ngày 2 tháng 9 năm 2019 đồng ngày Quốc Khánh Việt Nam.